# Гаплогрупа I1
Гаплогрупа I1, або за загальною номенклатурою I-M253 є гаплогрупою людської ДНК Y-хромосоми, разом з гаплогрупою I2 є головною галуззю гаплогрупи I-M170 (гаплогрупа І).
Сформована 27500 років тому з загальним предком 4700 років тому.
Найбільшої частоти у 52 % гаплогрупа І1 сягає у західному шведському лені Вестра-Йоталанд, а також понад 50 % — у південно-західній фінській провінції Сатакунта. Середня частота поширення гаплогрупи I-M253 є 35–38 % серед шведів, 32,8 % серед данців, 31,5 % серед норвежців та 28 % серед фінів. Серед чоловіків-українців гаплогрупа I1 за поширеністю є на 6-му місці й складає 3,7 % (22/601).
Прозивається гаплогрупою «давньо-північно-європейською», або «вікінговою».

## Походження та історія
Гаплогрупа I є найстародавнішою основною європейською гаплогрупою що з'явилася саме у Європі, за винятком невеликих гаплогруп, як, наприклад, гаплогрупа C1a2, які також сформувалися у Європі. Гаплогрупа IJ поширилася з Передньої Азії на Балкани 35000 років тому. Згодом сформувалася гаплогрупа I незадовго після того. ДНК дослідження стародавніх носіїв оріньякської культури (45000-28000 років тому) вказують на те, що перші колонізатори Європи належали гаплогрупам CT, C1a, C1b, F and I. Гілка I1 виділилася у гаплогрупі I приблизно 27500 років тому. Вона відрізняється від материнської гаплогрупи І приблизно 300 унікальними мутаціями вказує що початкова група пройшла через серйозний ефект людської «пляшкової шийки» у своєму розвитку.
Більшість зразків останнього зледеніння та середньокам'яної доби належать до гаплогруп I* або I2. Досі незрозуміло у якій частині Європи виникла гаплогрупа I1. Теорія про скандинавське виникнення гаплогрупи I1, коли люди поверталися на північ після останнього зледеніння, протирічать дані досліджені Лазаврідісом у 2013 році носіїв середньокам'яної аренгсбурзької культури (10000-8000 років до Р. Х.) у Швеції що виявилися суто представниками гаплогрупи I2.
Найдавніший зразок гаплогрупи I1 відноситься до ранньої новокам'яної доби з заходу Угорщини (Szécsényi-Nagy et al. (2014)). Цей зразок був знайдений разом зі зразком близькосхідних хліборобів G2a2b, що відносилися до ранньої культури лінійно-стрічкової кераміки. Лінійно-стрічкової кераміки культура поширила новий сільськогосподарський спосіб життя на Польщу, Німеччину, Нідерланди та Бельгію. За нею виникла культура лійчастого посуду (4300-2800 роки до Р. Х.) з ареалом поширення на півночі Центральної Європи та на півдні Скандинавії. Разом з цими культури поширювалася й гаплогрупа І1.
Можливо мисливці та збирачі гаплогрупи І1 були асимільовані близькосхідними хліборобами G2a, чому свідчать співіснування I2a та G2a за старчевської (5500-4500 роки до Р. Х.) та кардіальної кераміки (6400-5500 роки до Р. Х.) культур. Гаплогрупа І1 була майже рівномірно поширена серед неолітичних хліборобів культури лінійно-стрічкової кераміки (5500-4500 років до Р. Х.). Саме природні здібності до мисливства та збиральництва на додачу до нових хліборобських традицій допомогли гаплогрупі І1 розплодитися на півночі Центральної Європи. Згодом гаплогрупа І1 поширилася з північної Німеччини у Скандинавію, де знаходиться її сучасний центр популяції. Проте проникнення у Скандинавії не було тотальним. Так зразок культури ямної кераміки (3200-2300 роки до Р. Х.) зі Швеції виявися належним гаплогрупі I2a1 але не I1.
Скоглунд у 2012 році порівняв ДНК одного хлібороба та трьох мисливців-збирачів зі Швеції доби культури лійчастого посуду (3000 років до Р. Х.), коли протягом кількох сторіч мисливці та хлібороби жили поруч. Хлібороб виявився генетично близьким до сучасних середземноморців, а особливо до сардинців. Мисливці-збирачі генетично більше нагадують сучасних балтів, фінів та саамів ніж сучасних скандинавів.
Холодний клімат не дозволяв справжнім хліборобам заселити Скандинавію. Тому населення сучасної Скандинавії, саами, фіни, балти залишили переважно середньокам'яне походження. З хліборобського способу життя на додачу рибальства, мисливства та збирання у Скандинавії додалися утримання домашніх тварин (вівці, корів, свиней та кіз).
Населення культури лійчастого посуду, де розквітла гаплогрупа І1 було успішно асимільоване наступною культурою шнурової кераміки (культурою бойових сокир у Скандинавії). Саме більшість сучасних носіїв гаплогрупи І1 мають загального предка, що припадає на перехід між культурами лійчастого посуду та шнурової кераміки.

## Зовнішня структура
Гаплогрупа I1, разом з гаплогрупою I2 є частиною гаплогрупи I (M170), так званої «стародавньої європейської». Її попередницею є гаплогрупа IJ (M429) у межах якої вона споріднена з «семітською» гаплогрупою J. Гаплогрупа IJ є частиною гаплогрупи IJK (M522|M523) у межах якої вона Гаплогрупа I2 споріднена з усім поза-африканським чоловічим населенням.
- IJK (M522|M523)
  - IJ (M429/P125)
    - I (M170)
      - I1 (M253)
      - I2 (M438)

    - J (M304)

  - K (M9)

## Внутрішнє дерево
- I1 (M253)
  - DF29 (I1a) — належать 99 % носіїв гаплогрупи I1
    - Z2336 (I1a1)
    - Z58 (I1a2)
    - Z63 (I1a3)
    - A5697 (I1a4)
    - FGC15556 (I1a5)
    - Y11205 (I1a6)
    - Y14628 (I1a7)
    - Y11252 (I1a9)
    - Y18697 (I1a10)

  - Z17954 (1I1b)
    - Z131 (I1b) — малочисельна підгалузь зустрічається на колишньому кельтсько-німецькому порубіжжі у Чехії, центральній Німеччині, Бельгії, а також У Швеції та Британії
    - Z17943 (I1c) — малочисельна підгалузь зустрічається у Німеччині, Франції та Англії
    - Y21293 (I1e)
    - Y19092 (I1f)

## I-Z2336 (I1a1)
Z2336 (I1a1) сформувався 4600 років тому. Загальний предок жив 4200 років тому.
Також відносяться 3 снипи.
Z2336 або CTS6364 є головною «нордичною», або «вікінговою» галуззю гаплогрупи І1 з центром переважно у Скандинавії, Німеччині та у польському Помор'ї.
Найближче розгалуження дерева I-Z2336:
- Z2336 — переважно у Скандинавії
  - Y3866
    - A394 — у Німеччині
    - Y11221 — переважно у Швеції, також виявлено у Норвегії та Угорщині (тут найдавніший — 3000 років тому)
    - A5338 — переважно у Норвегії, але також зустрічається у Швеції, Англії, Фінляндії та Шотландії (підгалузь Y17395 сформована 1150 років тому).
    - S4767 — сформований 3900 років тому; здебільшого у Швеції та Норвегії, потім у Данії, Польщі та Литві.

  - Z2337
    - A8182 — виявлено у Швеції, Німеччині та Англії
    - Y16813 — виявлено у Швеції а також у Фінляндії
    - Y13056 — виявлено у Норвегії, Англії, Швеції та Німеччині
    - L22 — дуже велика «нордична» або «дансько-вікінгова» галузь, що є звичайною у Британії, а особливо на східному узбережжі де оселялися вікінги, у Голландії, Фландрії, Нормандії, Польщі та у новгородсько-псковському куті Росії. Гаплогрупа L22>Y3549>P109>Y3662>S14887>Y11203>FGC22046>FGC22045>FGC22045 є першою за частотою серед підгалузей Ы1 у Сербії (друга за частотою є M253>DF29>Z63>S2078>S2077>Y16435).

### I-S4767 (I1a1a1)
S4767 (I1a1a1) сформувався 3900 років тому. Загальний предок жив 3900 років тому.
Гаплогрупа присутня в Україні.
Найближче розгалуження дерева I-S4767:
- S4767 — найдавніші зразки зі Швеції
  - Y4781
    - S4770 — переважно у Данії, Норвегії та Фінляндії. Також виявлені у Швеції, Литві, Білорусі, Англія та Палестині.

  - S7642
    - Y6339 — переважно у Швеції. Також виявлені у Норвегії та Фінляндії.
    - Y6340 — переважно у Польщі. Також виявлені в Україні, Німеччині та Швеції.
    - S11236 — переважно у Швеції. Також виявлені у Норвегії.
    - Y17933 — виявлені у Польщі та Литві
    - Y21671 — виявлені у Швеції та Англії

### I-L22 (I1a1b1)
L22 (I1a1b1) сформувався 4100 років тому. Загальний предок жив 4100 років тому.
Також S142.
Гаплогрупа L22 присутня в Україні. Поширенням гаплогрупи простежуються поширення середньовічних вікінгів.
Найближче розгалуження дерева I-L22:
- L22 — переважно у Скандинавії
  - Y3549 — найстаріші зразки у Швеції
    - P109 — так звана гаплогрупа «данських вікінгів». Переважно виявлена у Англії, Швеції, Норвегії та Ірландії. Також виявлені у Франції, Шотландії, Нідерландах, Данії, Німеччині, Польщі, Фінляндії, Росії, Хорватії, Сербії, Боснії, Чорногорії та Італії
    - CTS6868 — найбільше представників наплогрупи виявлено у Фінляндії. Також велике представництво у виявлене Швеції, Норвегії та Англії. Також виявлені у Франції, Шотландії, Німеччині, Росії, Нідерландах та Ірландії.
    - L205 — виявлена переважно у Англії. Також у Норвегії
    - Y12991 — виявлена у Швеції, Норвегії та Англії

  - Y3603
    - S9318 — переважно у Швеції. Також виявлена у Англії та Болгарії
    - Y10640 — виявлена у Швеції
    - Y19413 — виявлена у Шотландії та Франції

  - CTS11603
    - Y5473 переважно у Англії та Швеції. Також виявлена у Фінляндії, Росії, Німеччині та Ірландії.
    - Y14328 — виявлена у Швеції, Фінляндії, Нідерландах та Англії

  - Y21091
    - Y24789 — виявлена у Швеції та Англії
    - PH5383 — виявлена у Швеції

  - Y23687
    - Y23693 — виявлена у Швеції та Німеччині

## I-Z58 (I1a2)
Z58 (I1a2) сформувався 4600 років тому. Загальний предок жив 4600 років тому.
Також відносяться S244.
Z58 є головним чином західнонімецькою гаплогрупою з відчутною присутністю у Німеччині, Нідерландах, Бельгії та у Британії. З меншою частотою у Скандинавії та у континентальній Європі.
Найближче розгалуження дерева I-Z58:
- Z58
  - Z59 — головна галузь Z58
    - CTS8647 — головна галузь Z59
    - Z2041 — переважно у Швеції, Норвегії, Фінляндії та Англії. Виявлені також у Італії, Німеччині, Словенії, Болгарії, Данії та Росії.

  - Z138 — з низькою частотою поширений у германомовних країнах, а також у Ірландії, Португалії, в Угорщині, Румунії та на півдні Італії.
    - S2293 — переважно у Англії, Шотландії та Німеччині. Також виявлені на заході України, Румунії, Словаччині, Швеції, Норвегії, Данії, Ірландії, Швейцарії, Франції, Люксембурзі, Італії та Португалії
    - S5619 — виявлена в Угорщині, Італії та Англії
    - PH1610
    - PH2364

## I-CTS8647 (I1a2a1)
CTS8647 (I1a2a1) сформувався 4300 років тому. Загальний предок жив 4300 років тому.
Найближче розгалуження дерева I-CTS8647:
- CTS8647
  - Z60 — виявлена серед германського світу
    - CTS7362
      - CTS9352
        - Z73 — присутня в Україні; належала до вікінгів; присутня переважно у Скандинавії, Фінляндії, на східному узбережжі Англії та на островах Шотландії; також у Росії
        - L573

      - L1248
      - PF3158

    - Z140 — присутня в Україні; західно-германська" гаплогрупа; переважно у центральній та південній Німеччині, Швейцарії, Нідерландах, північній Франції та Британії. Майже відсутня у Скандинавії. Також виявлена в Україні, Росії, Польщі, Чехії, Словенії, центральній та південній Італії та Іспанії.
      - Z141
        - Z2535
        - S2169
        - A196
        - Y6231 — підгалузь Y10890 виявлена у центральній та південній Італії де оселилися ломбарди (Ortona, Alifae, Campobasso) та вандали (Trapani).
        - A1605
        - Y15150

    - Y12342
    - Y22033

  - Y31031

## I-Z63 (I1a3)
Z63 (I1a3) сформувався 4600 років тому. Загальний предок жив 4000 років тому.
Також відносяться S243.
Переважно «готська» гаплогрупа за поширенням є чисто континентально-германською, що майже відсутня у Скандинавії. Найчастіше зустрічається у Польщі, центральній Німеччині, Нідерландах, Бельгії, Англії, Нижній Шотландії. Також виявлена в Україні, Росії, на Балканах, в Італії, Іспанії та Португалії.
Найближче розгалуження дерева I-Z63:
- Z63
  - BY151
    - S2078 — широко поширена галузь у більшій частині Європи, проте відносно рідкісна у Бенілюксі, Британії та у Скандинавії
    - BY351 — поширена в Україні, Польщі, Хорватії Італії включно з Сардинією поширений візіготами та остготамим. Зв'язана з оксивською, черняхівською культурами, остготським та візіготським королівствами.
    - Y8331
    - Y15565
    - Y19648

  - Y13952

### I-S2078 (I1a3a)
S2078 (I1a3a) сформувався 4000 років тому. Загальний предок жив 3900 років тому.
Також відносяться Y11823/FGC9505.
S2078 є підгалуззю I-Z63. Широко поширена у більшій частині Європи, проте відносно рідкісна у Бенілюксі, Британії та у Скандинавії.
Найближче розгалуження дерева I-S2078:
- S2078
  - S2077
    - Y2245 — підгалузь складає великий шмат гаплогрупи Z63 в Україні, Росії, Польщі, на Балканах, в Італії та на Іберійському півострові. Також виявлено у Боснії, Албанії, Чехії, Німеччині, Франції, Англії та Лівані. Поширені готами.
      - L1237 — виявлено в Україні, Росії, Польщі, Чехії, Сербії, Боснії, північній Італії, Франції та Швеції. Готське походження.
        - Y6634
          - Y6615
          - BY3386/A8249 — головним чином поширений у Британії
          - Y33064
          - A11537

      - Y3968 — виявлено в Україні, Росії, Польщі, Німеччині, Англії, Скандинавії, Фінляндії, Угорщині, Італії, Іспанії, Португалії. Належав частково готам та іншим етнічним групам.
      - Y7234 — виявлено у Польщі, Німеччині, Бельгії, Франції та Іспанії.

    - Y6375 — виявлено у Британії
    - S2097 — особливо виявлено в Італії (Ломбардія та Сицилія) та в Іспанії (Каталонія, Мадрид та Екстремадура). Ймовірно готського походження.
    - Y16435 — виявлено у Сербії (друга за частотою гаплогрупа після M253>DF29>Z2336>Z2337>L22>Y3549>P109>Y3662>S14887>Y11203>FGC22046>FGC22045>FGC22045).
    - Y24458

## I1 серед українців
За даними трьох груп Familytree DNA, де сконцентровані українці, носіями I1 (M253) є 22 з 601, тобто 3,7 %.
З 22 носіїв гаплогрупи I1 усі належать до гаплогрупи I-DF29 (I1a) проте тільки 19 мають достатьно глибоке дослідження ДНК для подальшого розгалуження дерева:
- I-Z2336 (I1a1) «вікінгова» гаплогрупа виявлена у 3-х чоловіків-українців або у 15,8 % носіїв гаплогрупи І1,
- I-Z58 (I1a2) «фризько-саксонська» виявлена у 7 чоловіків-українців або у 36,8 %,
- I-Z63 (I1a3) «готська» гаплогрупа виявлена у 9 чоловіків-українців або у 47,4 %.

## Відомі носії
- Александер Гамільтон 1(1755 або 1757—1804) — батько-засновник ЗДА,
- Ендрю Джексон (1767—1845) — 7-й президент США у 1829—1837 роках,* Лев Толстой (1828—1910) — російський письменник,
- Джіммі Картер — 39-й американський президент,
- Білл Клінтон — 42-й американський президент,
- Воррен Баффет — американський магнат,
- Стінг (Гордон Самнер) — відомий англійський співак

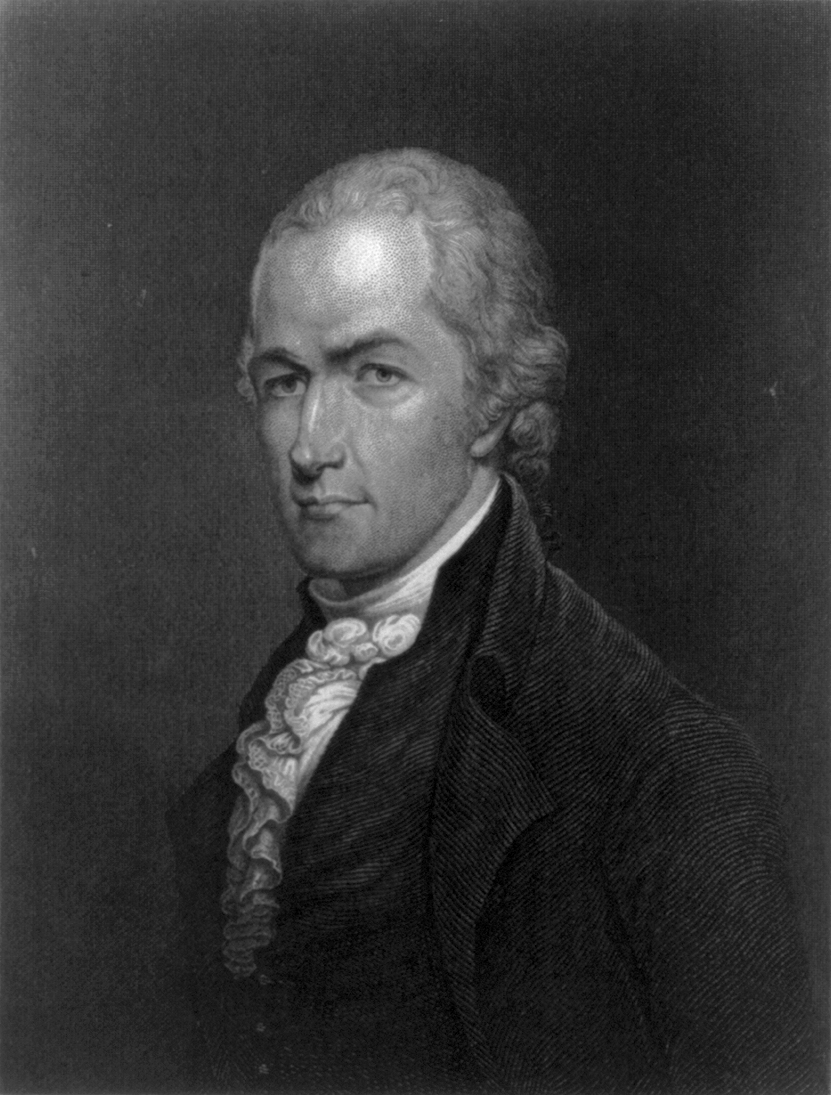
Гамільтон
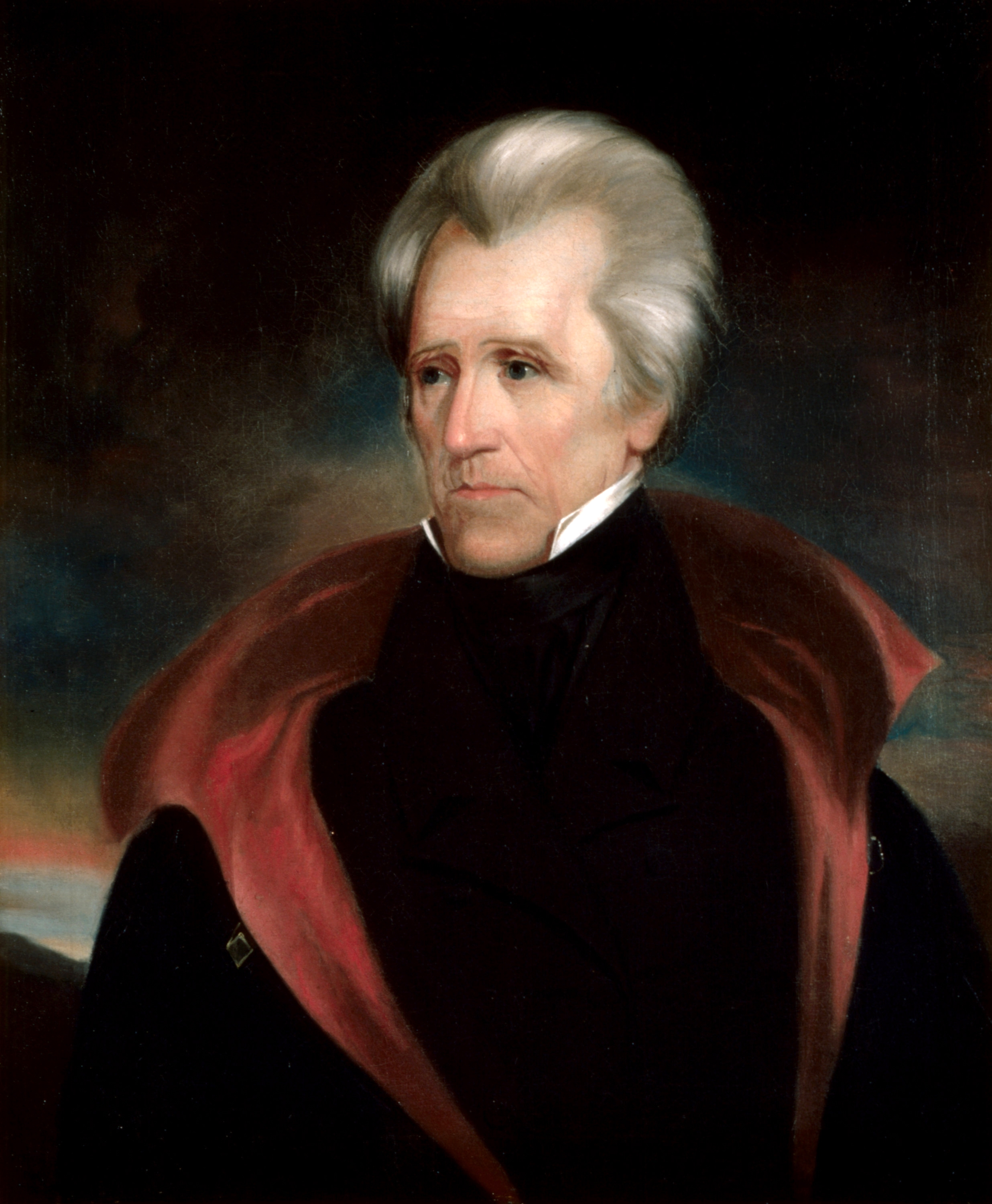
Джексон
Толстой
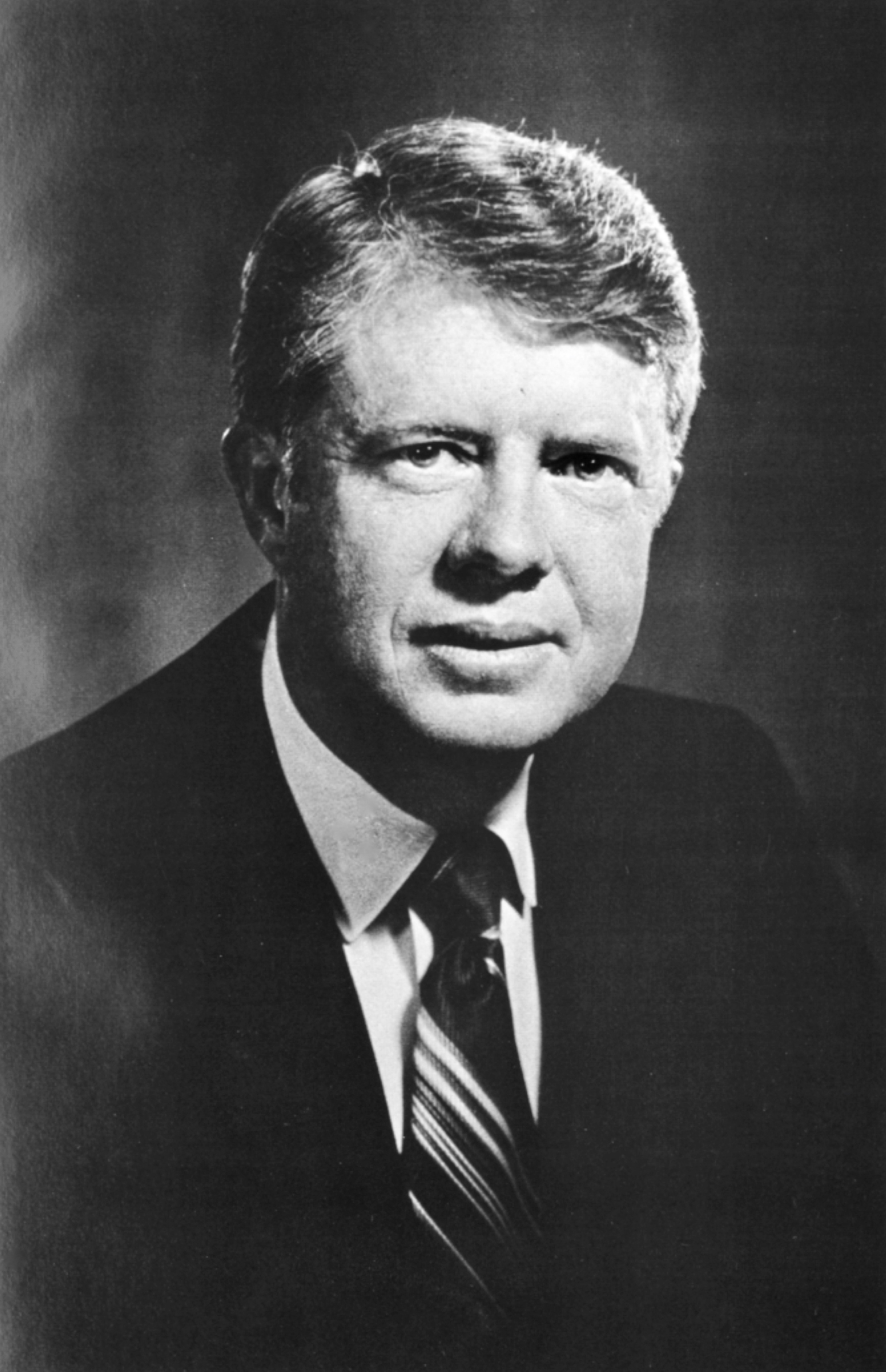
Картер
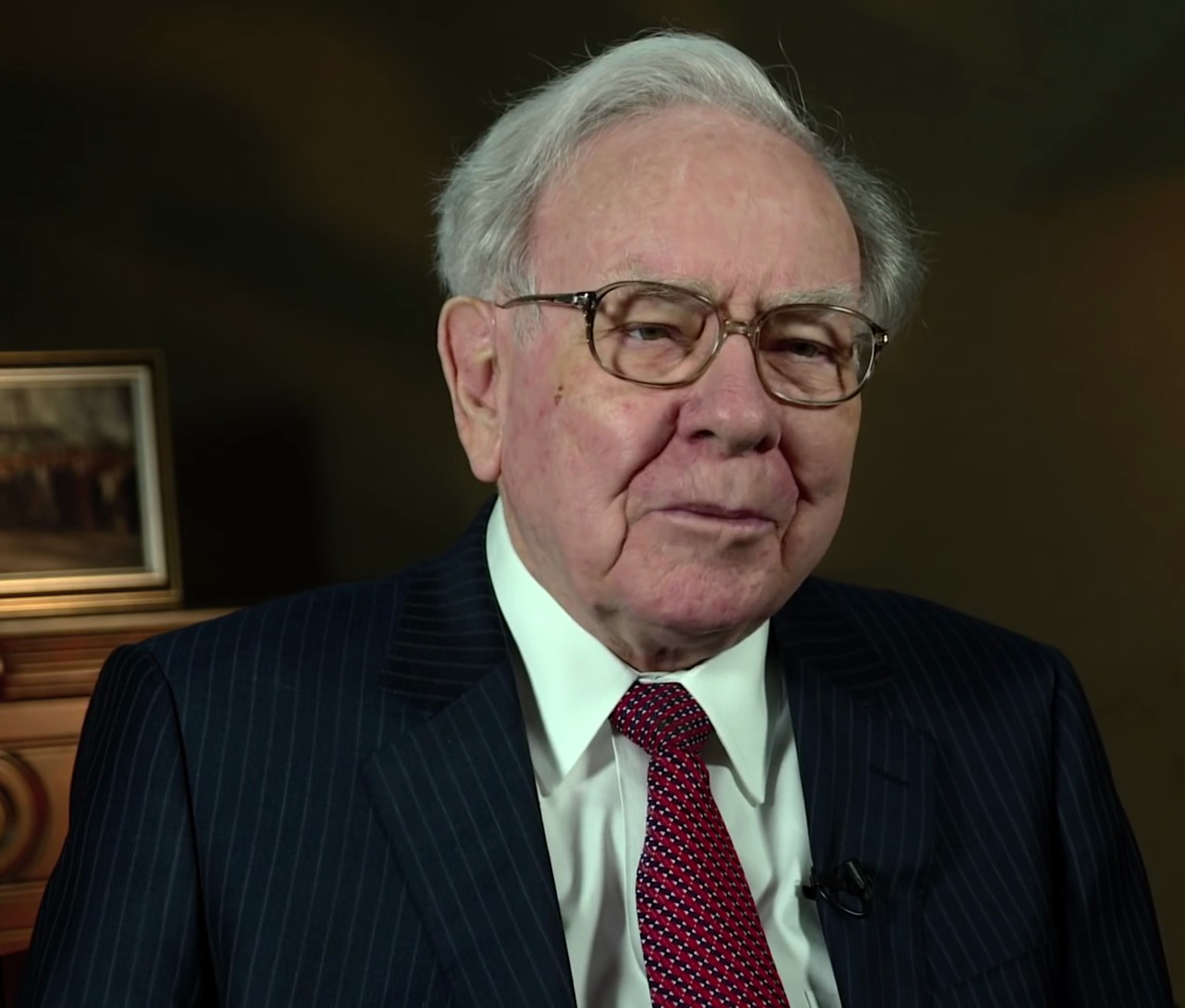
Баффет
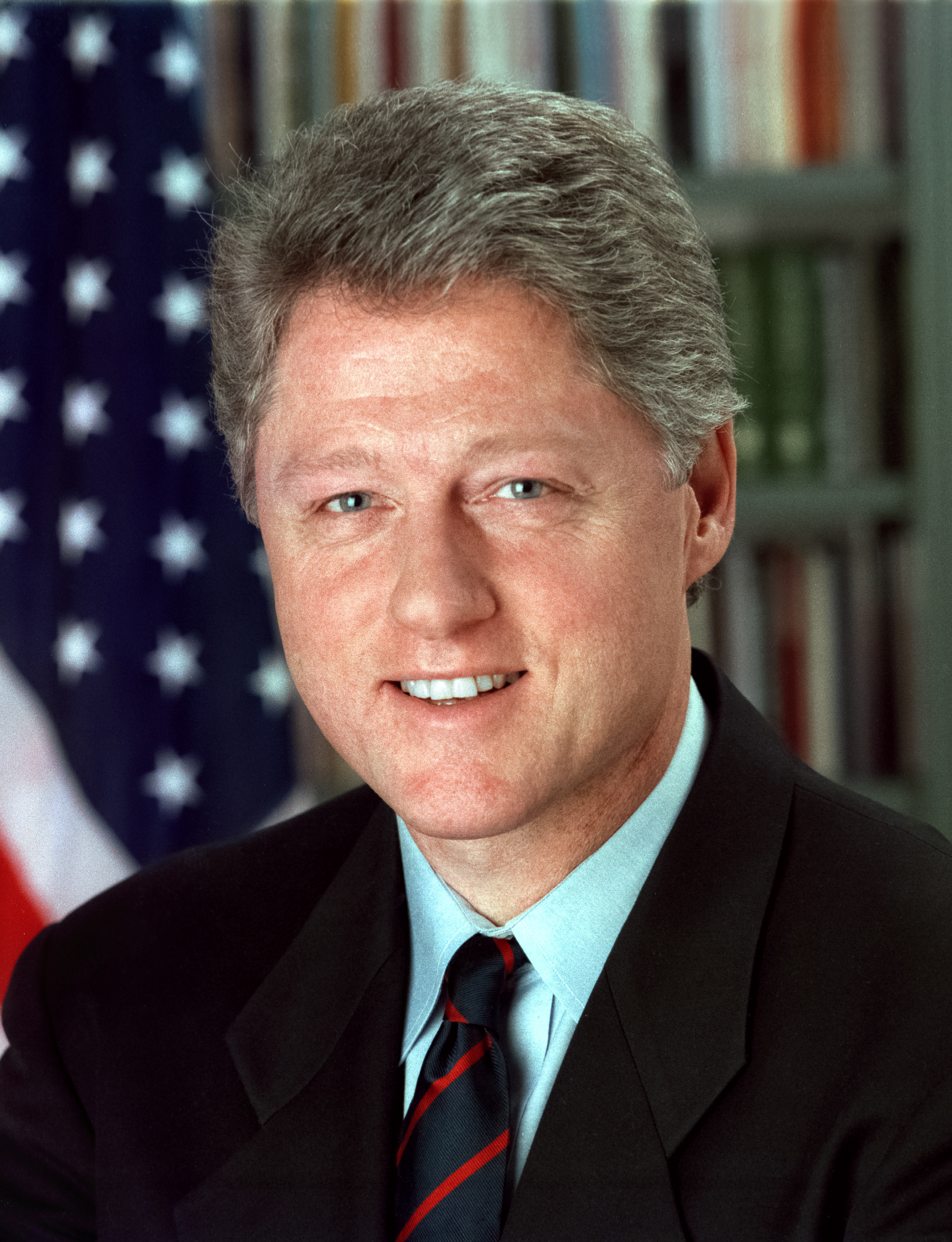
Клінтон
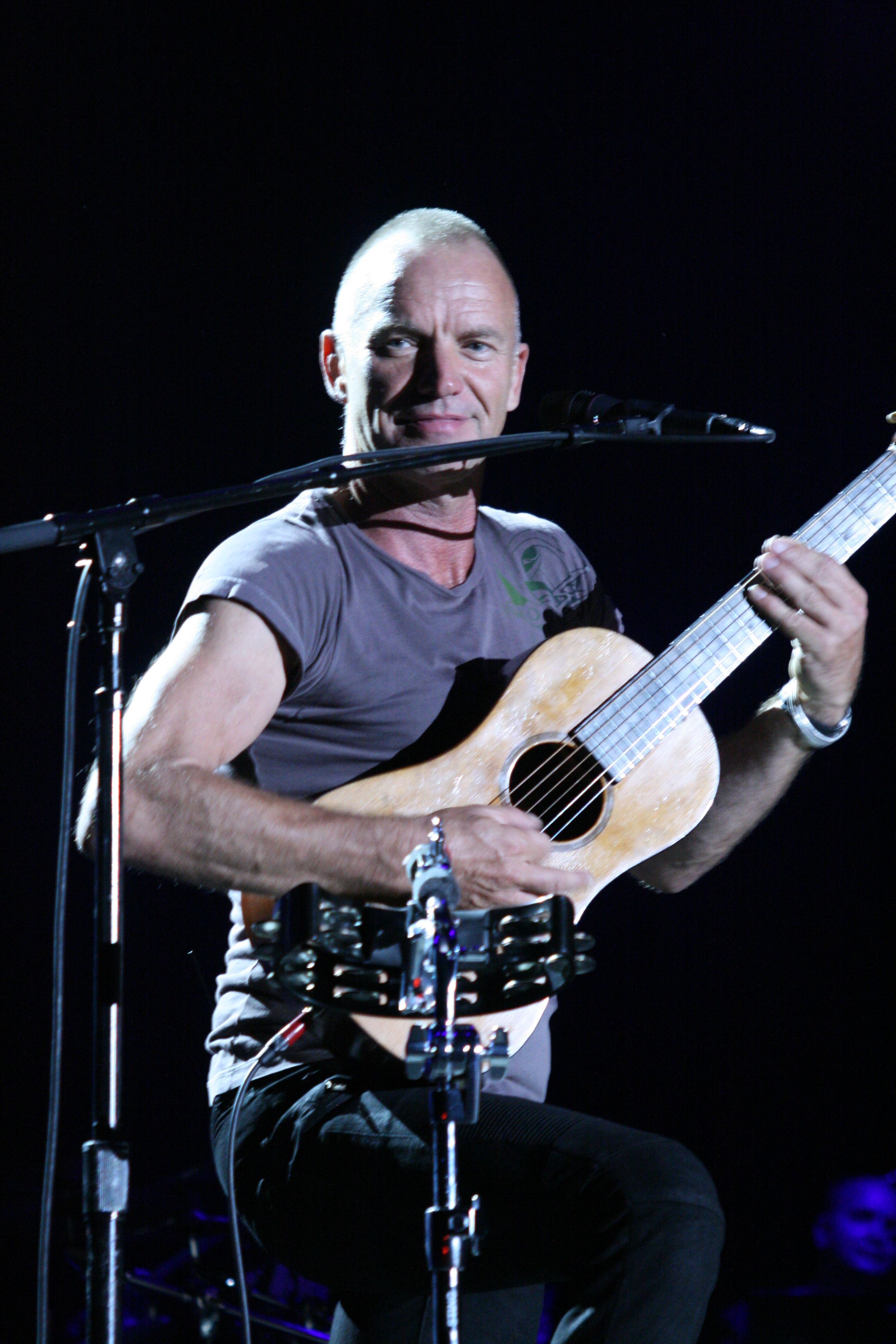
Стинг (Самнер)